# Xandrames xanthomelanaria
Xandrames xanthomelanaria är en fjärilsart som beskrevs av Gustave Arthur Poujade 1895. Xandrames xanthomelanaria ingår i släktet Xandrames och familjen mätare. Inga underarter finns listade i Catalogue of Life.